# Dendrobium aduncilobum
Dendrobium aduncilobum är en orkidéart som beskrevs av Johannes Jacobus Smith. Dendrobium aduncilobum ingår i släktet Dendrobium, och familjen orkidéer. Inga underarter finns listade i Catalogue of Life.